# دریای تنهایی
«دریای تنهایی» (انگلیسی: Sea of Solitude) یک بازی ویدئویی در سبک بازی ماجراجویی
پازل است که توسط الکترونیک آرتس و در سال ۲۰۱۹ و در پلت‌فرم‌های مایکروسافت ویندوز، اکس‌باکس وان، و پلی‌استیشن ۴ منتشر شده‌است.